# Wilhelm Ihne
Wilhelm Ihne, född den 2 februari 1821 i Fürth, död den 21 mars 1902 i Heidelberg, var en tysk historiker, far till arkitekten Ernst von Ihne.
Ihne studerade klassisk filologi i Bonn under Friedrich Ritschl, där han förvärvade doktorsgraden 1843 med avhandlingen Quaestiones Terentianae. Från 1847 till 1849 var han lärare i Elberfeld. Han flyttade därefter till England där han undervisade i Liverpool till 1863. Han återvände till Tyskland som lärare vid universitetet i Heidelberg, där han 1873 utnämndes till professor.